# Andrzej Rychłowski
Andrzej Sławomir Rychłowski (ur. 4 lutego 1963 w Malborku) – polski samorządowiec, burmistrz Malborka w latach 2006–2014.

## Życiorys
Przez 20 lat był właścicielem przedsiębiorstwa Domex, zajmującego się produkcją materiałów budowlanych oraz budową obiektów mieszkalnych i handlowo-usługowych. Znalazł się wśród założycieli struktur Platformy Obywatelskiej w Malborku i powiecie malborskim, którymi kierował do 2017. W wyborach parlamentarnych w 2005 bez powodzenia kandydował do Sejmu. Rok później w wyborach samorządowych został wybrany na urząd burmistrza Malborka. W pierwszej turze otrzymał 19,5% głosów. W drugiej turze pokonał dotychczasowego burmistrza Jana Tadeusza Wilka, otrzymując 60,22% głosów. Ukończył później studia politologiczne (ze specjalnością polityka socjalno-samorządowa) w Ateneum – Szkole Wyższej w Gdańsku. W wyborach samorządowych w 2010 uzyskał reelekcję na stanowisko burmistrza Malborka, otrzymując w pierwszej turze 63,89% głosów. W 2014 nie został wybrany na kolejną kadencję, startując ze związanego z Platformą Obywatelską komitetu Porozumienie Obywatelskie. Wygrał I turę z wynikiem 36,43% głosów, jednak w II turze uległ Markowi Charzewskiemu, otrzymując 39,68% głosów. Wybierany w skład władz krajowych i regionalnych PO, zasiadał m.in. w krajowym sądzie koleżeńskim partii. W 2024 uzyskał mandat radnego powiatu malborskiego, obejmując funkcję przewodniczącego rady powiatu VII kadencji.
Żonaty, ma dwoje dzieci.